# Uracrobates indicus
Uracrobates indicus är en kvalsterart som beskrevs av K. Ramani och Haq 1990. Uracrobates indicus ingår i släktet Uracrobates och familjen Mochlozetidae. Inga underarter finns listade i Catalogue of Life.